# Erich Sauer
Erich Sauer, född 31 december 1898 Berlin, död 25 februari 1959 Wiedenest i Tyskland, var en tysk teolog och baptist. Erich Sauer trodde på dispensationalism och Free grace-teologi. Följande böcker finns på svenska. 
- Gamla testamentets vittnesbörd om Kristus
- Den korsfästes triumf
- På trons vädjobana
- Från evighet till evighet